# سيدي بوزيد (الأغواط)
إن بلدية سيدي بوزيد  هي أحد البلديات المنبثقة عن التقسيم الإداري لسنة 1984 م، مساحتها 860 كلم مربع وعددسكانها 7824 نسمة (تعداد سنة 2006) ضمن ولاية الأغواط الجزائرية.

## جغرافيا

### التضاريس
تعد بلدية سيدي بوزيد بلدية جبلية فهي تقع في سفح جبل أو ما يعرف بكاف سيدي بوزيد وإن كنا نلحظ تميزا واضحا بين شمال القرية حيث المنطقة الجبلية وبين الأجزاء الجنوبية المشكلة من منبسطات وشعاب انجرافية كثيرا ما تزداد إتساعا عند حدوث فيضانات مطرية أما بالنسبة لكاف سيدي بوزيد فهو امتداد لجبال العمور وهو الحلقة الطبيعية لاتصاله بجبال أولاد نايل يبلغ أقصى ارتفاع لكاف سيدي بوزيد(1583م) جبال المنطقة كغيرها من جبال العمور تمتد من الجنوب الغربي بإتجاه الشمال الشرقي تميزها طبيعتها الصخرية الكلسية عموما وانحداراتها الشديدة نتيجة الحركات الأرضية ما بين بداية العصر الجيولوجي الثالث ونهاية العصر الطباشيري دون أن ننسى تأثير عوامل الحت المختلفة والتعرية الواضحة التي تعرضت لها هذه الجبال نتيجة الجفاف وخاصة بسبب الاحتطاب والحرث العشوائي والرعي غير المنظم
تربة الإقليم طينية كلسية ذات عمق متوسط مما يجعلها ذات خصوبة متوسطة.

### المناخ
يسود المنطقة مناخ قاري شبه جاف بارد شتاء حار جاف صيفا وقد كانت المنطقة عامة تعرف لسنوات مضت بتساقط مكثف للثلوج والأمطا رولكنها تعرف في السنوات الأخيرة جفافا قاتلا أثر بشكل واضح على الغطائين النباتي والحيواني.

### حدودها
من الشرق بلدية تاجموت (منطقة الحاجب) من الغرب بلدية أفلو من الشمال بلدية قلتة سيدي سعد وبلدية البيضاء ومن الجنوب بلدية وادى مرة
تتكون بلدية سيدي بوزيد من 3تجمعات سكنية سيدي بوزيد مقر البلدية وقريتا السخونة والشكالة
تبعد سيدي بوزيد عن مقر دائرة أفلو32كلم وعن مقر الولاية الأغواط حوالي 130 كلم
وتبعد عن دائرة الأدريسية حوالي26 كلم أما عن ولاية الجلفة فتبعد124كلم
| تاجموت   | البيضاء (الأغواط) | قلتة سيدي سعد |
| تاجموت   | إسم ؟             | سبقاق         |
| وادي مرة | آفلو              |               |

## البيئة

### الغطاء النباتي
شهد الغطاء النباتي لمنطقة سيدي بوزيد على غرار بقية المنطقة تدهورا كبيرا وقد كانت المنطقة لاسيما في جزءها الجبلي تزخر بأشجار البلوط الأخضر(الكروش) والعرعار(الأحمر الفنيقي) والبطم الأطلسي لكنها تكاد تنعدم بسبب استعمالها سابقا للتدفئة واستهلاك المواشى له خاصة الماعز، حيث كانت القرية تحوي قطيعا كبيرا منه، كما أن جزءا من هذه النباتات ذات استعمال طبي شعبي. أما الحلفاء والتي كانت رمز المنطقة السهبية فكانت تغطي مساحات معتبرة وتكاد تنعدم حاليا بسبب الحرث العشوائي رغم أهميتها البيئية والاقتصادية والرعوية.

### الحيوانات
الحيوانات البرية التي كانت موجودة بشكل كبيرا ولكنها تشهد حالي تراجعا كبيرا في أعدادها نتيجة الظروف الطبيعية القاسية وتقلص الغطاء النباتي وهو وسطها الطبيعي والتي نذكر منها الذئب والثعلب والأرنب البري وعدد محدود من الخنزير (الحلوف) وفيما تنتشر بكثرة السلحفاة (الفكرون) والقنفود والجربوع كما نذكر وجود عدد معتبر من السحالي (الزرزومية والبالوم والأصلة)والثعابين والحيات مثل (اللفعى وبلمرايات وبوصيحة). أما بالنسبة للطيور فنذكرالحمام واليمام وا لزرزور وبوجرادة ولعقاب والهدهد والقوبع وأم اسيسي والزاوش والحجل والحباروطائرالحسون(المقنين)

## الهياكل

### التعليم
- عدد المدارس الابتدائية 04 مدارس(واحدة بقرية سيدي بوزيد)
-عدد الإكماليات 02
-يبلغ عدد تلاميذ الابتدائي حوالي 300 تلميذ
-يبلغ عدد تلاميذ المتوسط359 تلميذ
-لآتوجد ثانوية بالبلدة ولذلك يزاول أبناء البلدية التعليم الثانوي في مدينة افلووعددهم حوالي 200 تلميذ
-يتلقى حوالي 40 متربصا تكوينا مهنيا في مركز التكوين المهني بأفلو

### الثقافة والرياضة
تحتوي بلدية سيدي بوزيد على ملعب رياضي ولكنه ليس في مستوى الطموحات وحتى بالنسبة للرياضات المختلفة فتكاد تسجل غيابا كاملا باستثناء كرة القدم والتي هي نفسها في حاجة إلى دعم لاسيم وأن سيدي بوزيد كانت تملك في السابق فريقا جيدا ولاعبين جيدين نذكر منهم على سبيل المثال لا على سبيل الحصر(بومدين علي وشريط علي وسعودي بشير ولزهاري الطاهر وشريط لخضر وصغير جلول وحطابي منصور والقائمة طويلة
أما بالنسبة للنشاط الثقافي فيوجد بالبلدية مكتبة بلدية هي في حاجة إلى توسعة وتزويدها بالإعلام الألي كما شيد بالبلدة مركب جواري لم يبدا النشاط بعد ومما يِؤ سف له أن سيدي بوزيداكانت معروفة سابقا بنشاط ثقافي جيد(المسرح -فرقة لللأناشيد-الجمعية الراشدية....)

### زاوية سيدي بوزيد والتعليم الديني
اشتهرت سيدي بوزيد تاريخيا بكونها بلدة لتحفيظ القرآن الكريم وأنها قرية حفاظ كتاب الله بجدارة وممن يذكرهم التاريخ على صفحاته الذهبية كشيوخ ومعلمي القرآن الكريم الشيخ الفقيد سعودي عبد القادر بن الضيف (الطالب) والشيخ الفقيد مقراني محمد(بن دقميش) والشيخ صغير أحمد بن بلحاج والشيخ لزهاري الحاج الزبير والشيخ خدامي الحاج بلقاسم رحمهم الله جميعا والشيخ رحماني علي بن الناصر وحاليا نذكر الشيخ سعودي الحاج علية بن عبد القادر والحاج حطابي عبد الرحمان بن العيد وغيرهم ممن لا يتسع الوقت لذكره دون إهمال لهم ولجهدهم الكريم والغريب أنه لا توجد حالي سوى ثلاث أو أربع كتاتيب في القرية والتي تسمى محليا (المعمرة) وأن عدد الحفاظ بين الأجيال الحالية أصبح محدودا والأغلب يعزو ذلك إلى صعوبة التوفيق مع الدراسة النظامية، وأن كان لغياب الهياكل دور كبير في ذلك وأذكر فيما مضى اهتمام الأولياء بالتعليم القرآني حيث كنا نلتحق بالمدرسة القرآنية قبل الالتحاق بالمدرسة النظامية ورغم صعوبة الأوضاع الاجتماعية والفقر فلم يكن معلم القرأن يحصل منا سوى على دنانير معدودة اوحزمة حطب أو ما تجود به اليد فليجز الله شيوخنا خير الجزاء والله يعلم كم أحببناهم واحترمناهم ونحن ندعو لهم في ظهر الغيب أحيا ء كانوا اوأموات.
أم بالنسب لزاوية سيدي فإن أمره طويل عجيب نختصره فيما يلي فبعد معاناة الحقبة الأستعمارية وتحويل ماكانت تزخر به من كتب ومخطوطات إلى جهات مختلفة أو إلأى مكتبات عائلية حيث حنطت للأسف لم ينجح أحد في إحياء هذا الصرح العظيم غلى غاية 1993 وعلى هامش الملتقى الأول حول شخصية سيدي بوزيد تبن البوازيد من جهات الوطن المختلفة مشروع إعادة بناء الزاوية لتكون معهدا كبيرا للعلوم الدينية وتحفيظ القرآن الكريم ورحم الله الشيخ محمد بن عمر البوزيدي الذي كان من أشد المتحمسين للمشروع ولكن عراقيل كثيرة أهمها مادلية ومادية اخرت الشروع الذي لم يبدا تقريبا إلا منذ سنتين فقط وما زال في مراحله الأولى وكلنا أمل أن يعيد للزاوية ولسيدي بوزيد مجدها القرآني الضائع فتعود فعلا (بلاد الطلبة والقنادبز) وما ذلك على الله بعزيز

## معرض صور

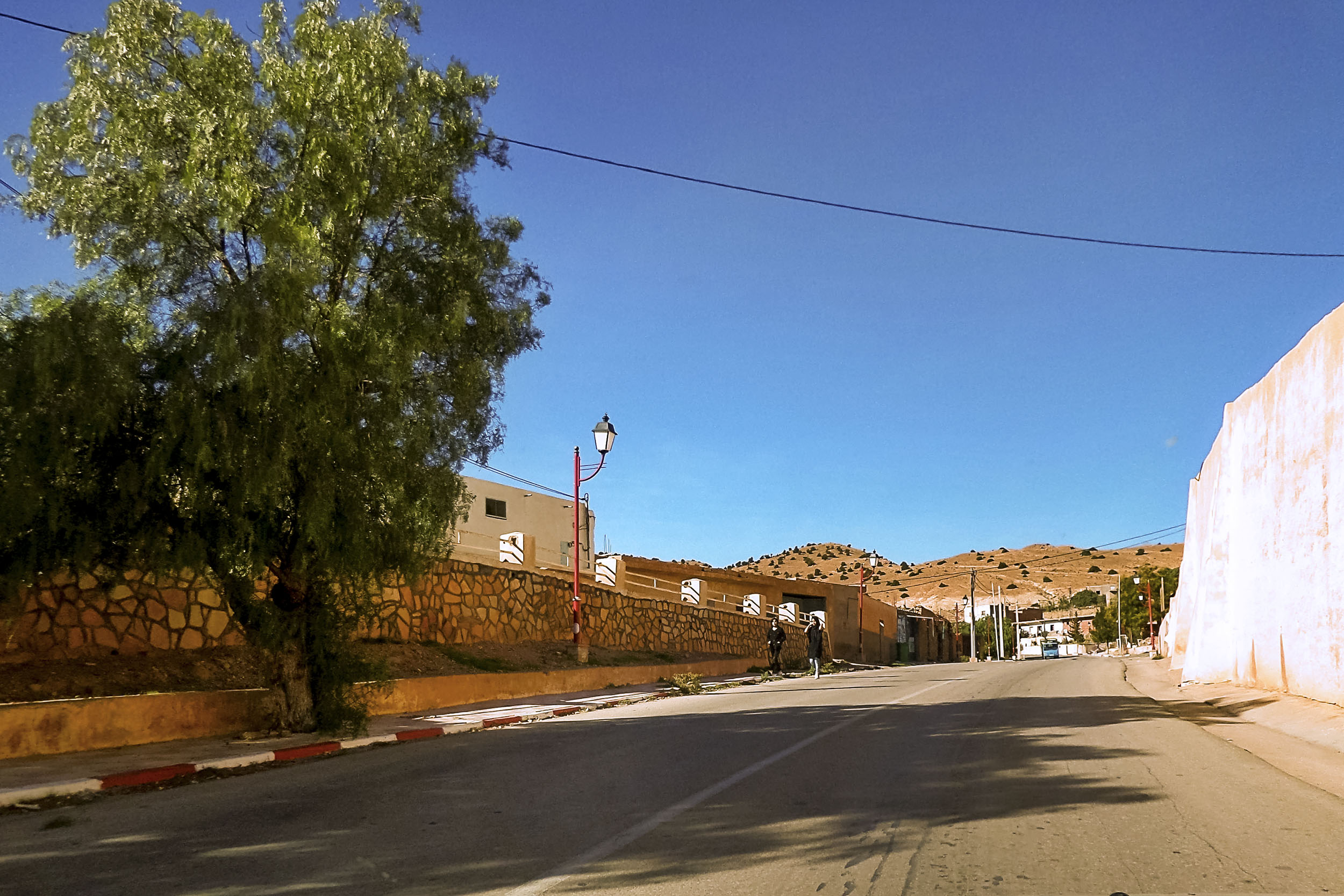
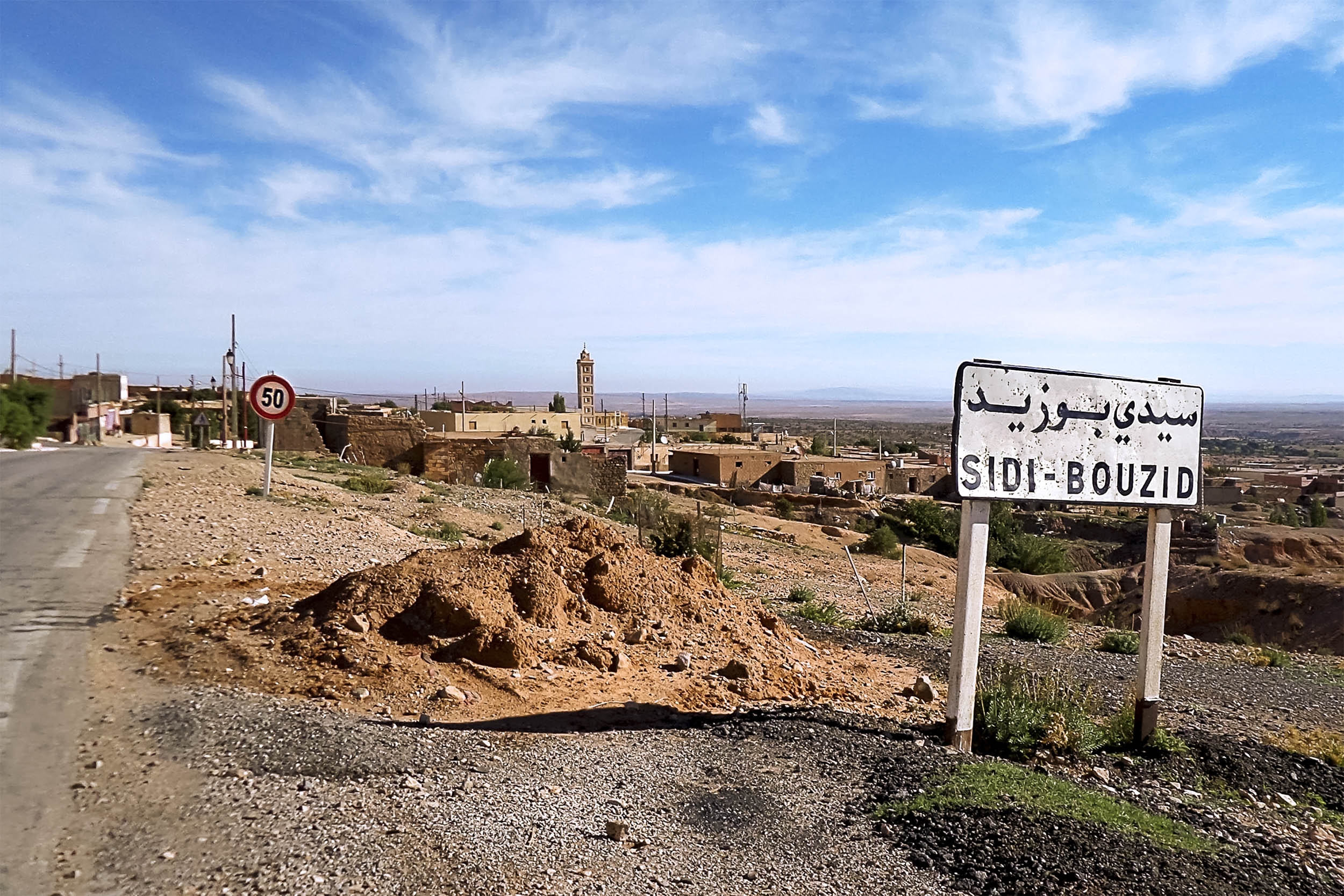
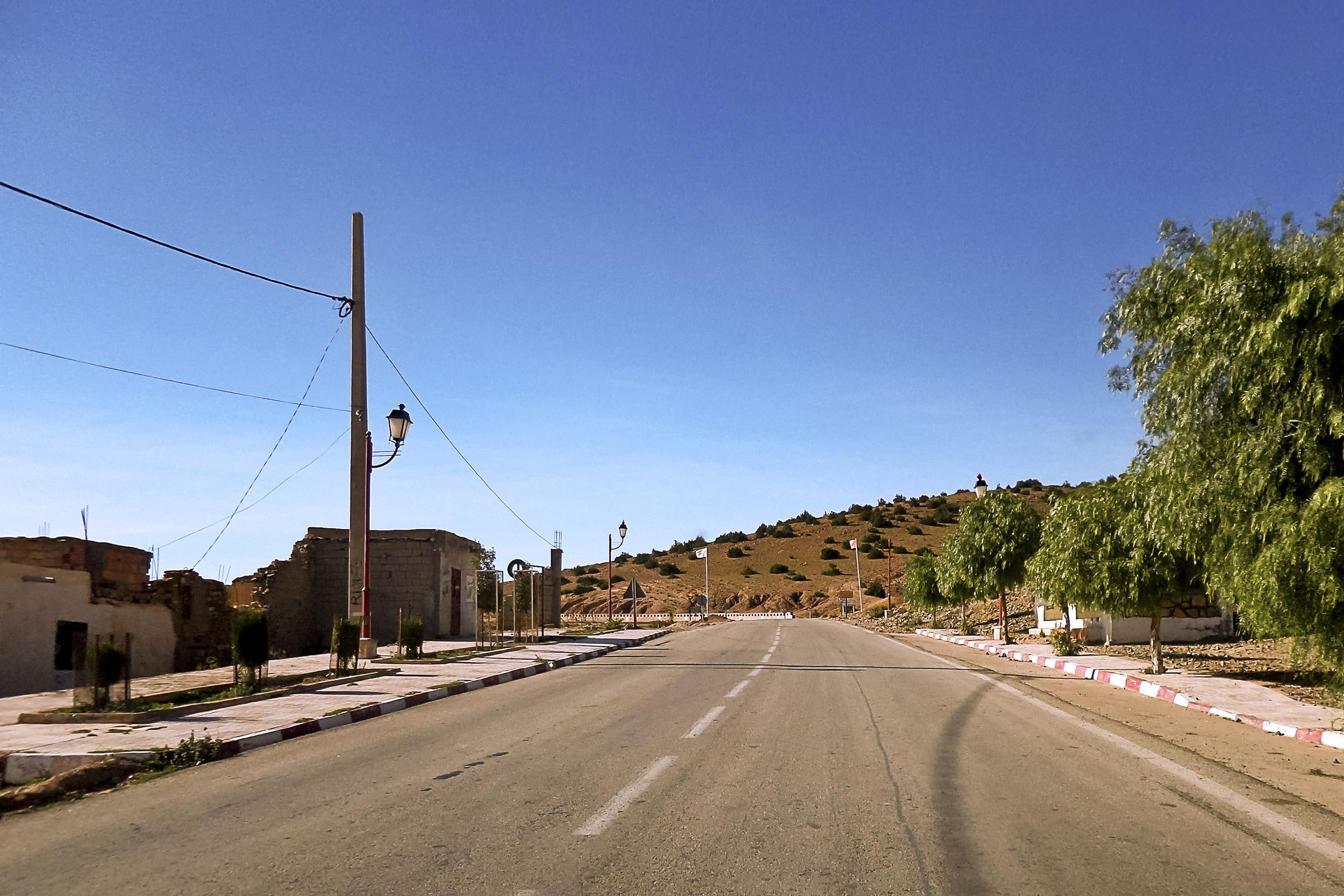
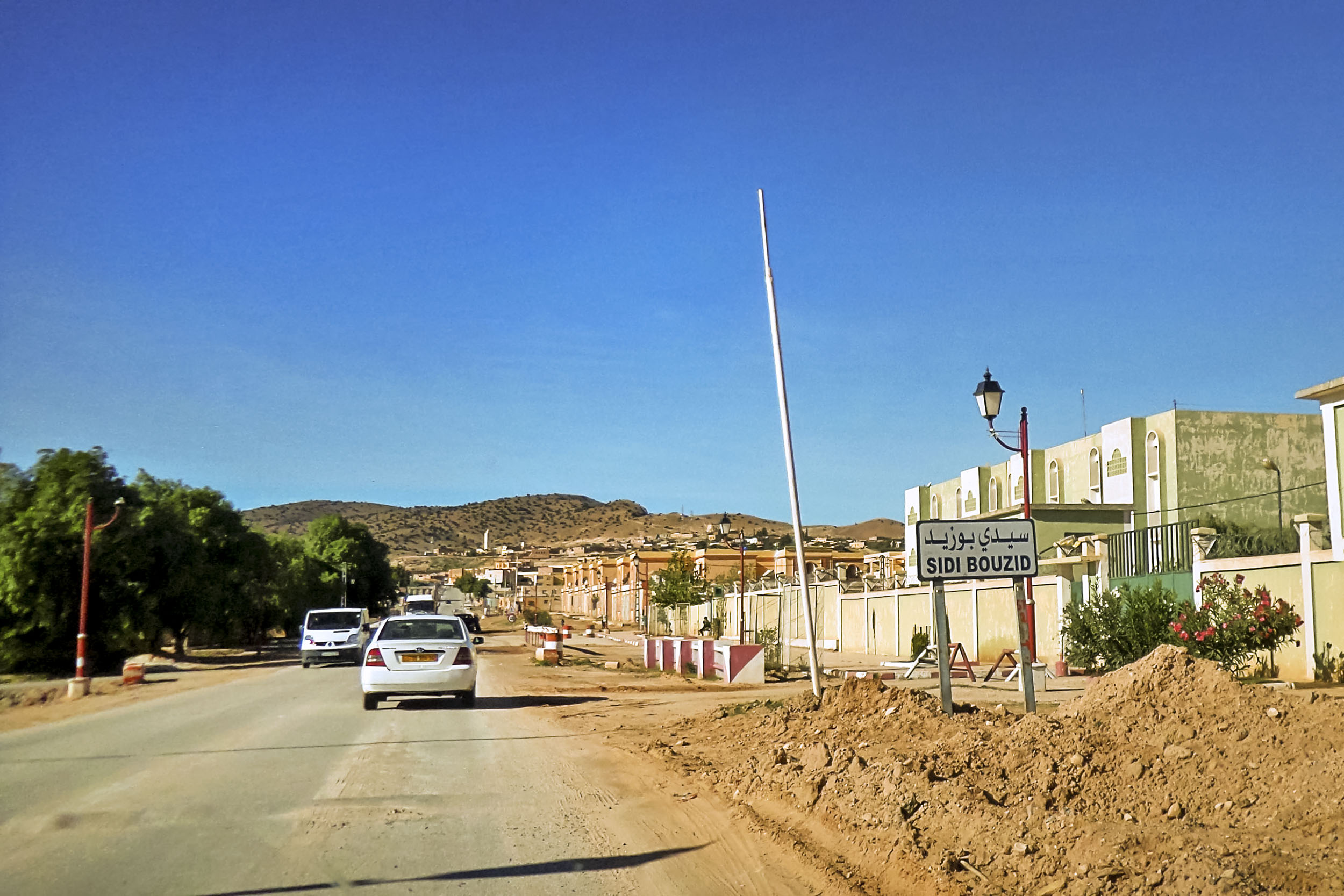

## وصلة خارجية
- سيدي بوزيد